# Julie Lampe
Julie Christensen Lampe (Bergen, 13 luglio 1870 – 20 dicembre 1948) è stata un'attrice norvegese.

## Biografia
Lampe ha debuttato al Den Nationale Scene di Bergen, teatro presso il quale rimarrà fino al 1898. Dal 1901 al 1935 è stata in forza al Teatro Nazionale di Oslo, dove ha interpretato classici ruoli di commedia nonché ruoli tragici, ad esempio in opere di August Strindberg. Dal 1900 al 1930 ha preso parte a 165 allestimenti teatrali. Ha recitato anche in 5 film.

## Teatro (parziale)
- Madame Sørensen, in Baldevins bryllup, di Vilhelm Krag (19)
- Aase, in Peer Gynt, di Henrik Ibsen (1923)
- Magdelone, in Den stundesløse, di Ludvig Holberg (1929)
- l'infermiera, in Il padre, di August Strindberg (1931)
- Mette, in Kjærlighet uden strømper, di Johan Herman Wessel (1935)
- Leonora, in Jacob von Thyboe, di Ludvig Holberg  (1938)

## Filmografia
- La fidanzata di Glomdal (Glomdalsbruden), regia di Carl Theodor Dreyer (1926)
- Den glade enke i Trangvik, regia di Harry Ivarson (1927)
- Troll-elgen, regia di Walter Fyrst (1927)
- Den store barnedåpen, regia di Tancred Ibsen e Einar Sissener (1931)
- Op med hodet!, regia di Tancred Ibsen (1934)